# Ben Cura
José Ben Cura est un acteur, musicien et réalisateur britannique d'origine argentine, de cinéma, de télévision et de théâtre.

## Biographie

### Jeunesse
José Ben Cura naît à Buenos Aires, fils du ténor et chef d'orchestre argentin José Cura. À l'âge d'un an, il déménage à Santo Stefano Belbo, en Italie, d'où vient le grand-père de son père. La famille vit d'abord dans un couvent pendant que son père peine à trouver du travail comme chanteur d'opéra. Il a deux frères et sœurs plus jeunes, Yazmín et Nicolás. La famille déménage en France quand il a six ans, puis en Espagne quand il a 11 ans. Durant cette période, il voyage fréquemment avec ses parents à travers le monde.
Ben Cura joue son premier rôle d'acteur à l'âge de neuf ans, en tant que figurant dans une production de La forza del destino à l'Opéra de Marseille, en France. Pendant son séjour à Paris, il reçoit une formation formelle de piano et de solfège. Il a ensuite fréquenté la New York Film Academy à Paris avant de se former et d'obtenir son diplôme de la London Academy of Music and Dramatic Art en 2011 avec une licence avec mention en interprétation professionnelle,.

### Carrière
Cura fait ses débuts au cinéma dans un film indépendant britannique, Comes a Bright Day, apparaissant peu de temps après dans la série Threesome de Comedy Central et dans le film de Bernard Rose, Paganini, le violoniste du diable. Il fait ses débuts dans le West End en jouant Angel dans la distribution originale de la comédie musicale Viva Forever de Jennifer Saunders au Piccadilly Theatre de Londres, au Royaume-Uni. Il est ensuite choisi pour incarner Seve Ballesteros dans le film de golf britannique Dream On. À 24 ans, il fait ses débuts de réalisateur avec une adaptation cinématographique de la pièce d'August Strindberg, Les Créanciers, pour lequel il écrit également le scénario et joué l'un des personnages principaux, Freddie Lynch. Plus tard cette année-là, il a joué dans la première britannique de la pièce américaine primée Next Fall au Southwark Playhouse de Londres, au Royaume-Uni.
En avril 2013, il cofonde la société de production londonienne Tough Dance Ltd. avec l'actrice et productrice Andrea Deck. La première production de la société est le long métrage primé Creditors. En 2015, il est choisi pour jouer le personnage récurrent de Holden dans la série américaine The Royals. Il joue ensuite dans le film britannique White Island, qui se déroule à Ibiza et est basé sur le roman A Bus Could Run You Over écrit par Colin Butts, aux côtés de Billy Zane et Billy Boyd.
Le premier film de Cura en tant que réalisateur, Creditors, est présenté en première mondiale au Festival international du film nordique à New York le 31 octobre 2015. Le festival lui décerne une mention honorable dans la catégorie Meilleur long métrage de fiction nordique. Le critique de cinéma du Latin Post, David Salazar, qualifie le film de « premier film triomphal ». La critique de cinéma de Blazing Minds, Susanne Hodder, déclare que les acteurs « offrent tous des performances convaincantes, donnant vie à leurs personnages et leur donnant de la profondeur ». Le critique de cinéma de Screen Relish, Stuie Greenfield, déclare que « Creditors est un film magnifique, parfois en colère et surprenant, qui apporte avec lui de solides performances de la part de l'ensemble du casting ainsi qu'un rebondissement inattendu mais bienvenu », tandis que le critique de cinéma de Movie Marker, Darryl Griffiths, déclare que « Creditors est une œuvre cinématographique incisive et accomplie [...], possédant une psychologie riche et puissante qui insuffle une pertinence moderne déconcertante à un matériel ancien. » Creditors reçoit plus de dix prix de divers festivals de cinéma, dont ceux du meilleur long métrage, du meilleur acteur principal et du meilleur scénario et scénariste pour Cura.
En 2016, Cura est choisi pour jouer un rôle régulier dans la série policière noire Marcella d'ITV et Netflix, écrite par le scénariste de The Bridge, Hans Rosenfeldt. La série est diffusée pour la première fois à la télévision britannique en avril 2016, suivie d'une sortie mondiale sur Netflix en juillet 2016. En 2017, il est choisi pour jouer dans le long métrage d'action et comédie Gun Shy de Simon West, aux côtés d'Antonio Banderas et Olga Kurylenko,. Également en 2017, Ben Cura est choisi pour incarner l'agent de la CIA Philip Shafer dans le film de guerre historique français 15 minutes de guerre (rebaptisé L'Intervention), réalisé par Fred Grivois. Plus tard cette année-là, il joue le rôle de Steve dans l'adaptation cinématographique de la pièce de théâtre britannique Life is a Gatecrash, rebaptisée Gatecrash et réalisée par Lawrence Gough, aux côtés d'Olivia Bonamy, Anton Lesser et Sam West.
En 2018, Cura joue dans la saison 2 de Ransom de CBS et dans la première saison de la série télévisée The Rook, aux côtés d'Olivia Munn. En 2019, il est choisi pour jouer dans la pièce de théâtre de Nicholas Wright, 8 Hotels, mise en scène par Richard Eyre, présentée en première mondiale au Chichester Festival Theatre, dans le rôle principal de José Ferrer aux côtés de Tory Kittles, Emma Paetz et Pandora Colin, qui a ouvert ses portes le 7 août de la même année et a reçu d'excellentes critiques :« Joe, joué magistralement par Ben Cura, est merveilleux dans le rôle du coureur de jupons qui peut accepter l'adultère de sa femme mais pas celui de son amant qui l'affiche » ; « José Ferrer [...] Ben Cura, qui le capture très bien, a un merveilleux numéro de bons amis mutuellement méfiants avec l'impressionnant Kittles » ; « Ben Cura est excellent dans le rôle de Ferrer [...] avec du charisme à revendre » ; « Ben Cura joue José Ferrer, un acteur de bas étage très déçu [...] jouant Iago pour des cacahuètes face à Robeson, mieux payé [...] Ce Ferrer devient de plus en plus jaloux de Robeson et est convaincu que sa femme, Uta Hagen [...] a une liaison avec le charismatique Robeson (elle l'est), ce qui le remplit d'un cynisme colérique qu'il peut à peine contrôler avec son humour érudit et cinglant qui ne peut masquer son manque de confiance sous-jacent. Le Ferrer de Cura est une création brillante : un Iago brillant en fait. »
En 2021, Cura fonde la société de production et le label musical WIP Media. Plus tard cette année-là, Cura sort son premier single Water sur les plateformes de streaming, accompagné d'un clip officiel sur VEVO suivi d'un deuxième single Toutes les couleurs et de son clip VEVO qui l'accompagne et d'un troisième single Argento accompagné d'un troisième clip VEVO. Le 30 juillet, il sort son premier EP instrumental Extended Play No.1.
En 2022, Cura fait ses débuts dans l'animation en prêtant sa voix à Rayan dans Tad l'explorateur et la table d'émeraude, tout en étant l'invité de la saison 2 de The Head sur HBO Max et Hulu Japan dans le rôle de Liam Ruddock, et en jouant dans le court métrage My Eyes Are Up Here coproduit par sa société WIP Media, qui est présenté en première au Festival du film de Londres en 2022 et au Festival du film de Tribeca en 2023,. Il fait également ses débuts en tant que compositeur de films, avec sa musique originale pour le long métrage Among the Beasts, sorti cette année-là aux États-Unis et dans d'autres territoires. Cette même année, il apparaît dans La Reine Charlotte : Un chapitre Bridgerton, produit par Shondaland et diffusé en première sur Netflix, dans le rôle récurrent du prince Augustus.
Fin 2024, Cura réapparait sous le nom de Liam Ruddock dans la saison 3 de The Head en tant que personnage désormais récurrent tout au long de la saison. Début 2025, il joue dans Outlander dans le rôle du capitaine Jared Leckie dans l'épisode Written In My Own Heart's Blood.

## Vie personnelle
Cura est marié à l'actrice Andrea Deck de 2013 jusqu'à leur divorce en 2015. Il sort avec l'actrice Olga Kurylenko, mais ils ont rompu juste avant la pandémie de Covid-19,.

## Filmographie

### Film
| Année | Titre                                              | Rôle                 | Remarques                           |
| ----- | -------------------------------------------------- | -------------------- | ----------------------------------- |
| 2012  | Un jour radieux arrive                             | Monsieur Sullivan    |                                     |
| 2013  | Le violoniste du diable                            | Le mari de Charlotte |                                     |
| 2015  | Créanciers                                         | Freddie Lynch        | Également scénariste et réalisateur |
| 2016  | Île Blanche                                        | Bartolo              |                                     |
| 2016  | Continue de rêver                                  | Seve Ballesteros     |                                     |
| 2017  | Timide avec les armes                              | Juan Carlos          |                                     |
| 2018  | Cartes postales de Londres                         | Le Caravage          |                                     |
| 2019  | 15 minutes de guerre                               | Phillip Shafer       |                                     |
| 2020  | Resquiller                                         | Steve                |                                     |
| 2022  | Mes yeux sont là-haut                              | LUI                  | Court métrage                       |
| 2022  | Tad, l'explorateur perdu et la tablette d'émeraude | Rayan                | Voix                                |

### Jeux vidéo
| Année | Titre                                          | Rôle                                   | Remarques                         |
| ----- | ---------------------------------------------- | -------------------------------------- | --------------------------------- |
| 2014  | Alien : Isolation                              | Ransome                                | Voix uniquement                   |
| 2014  | Espace fracturé                                | Goss Reznik                            |                                   |
| 2018  | La mer des voleurs                             | Soldat espagnol / Citadin              | Voix uniquement                   |
| 2018  | Une issue                                      | Voix supplémentaire                    | Voix uniquement                   |
| 2019  | Chevaliers                                     | Noir Cone / Phantom                    | Version anglaise, voix uniquement |
| 2020  | Cyberpunk 2077                                 | Ziggy Q                                | Voix uniquement                   |
| 2022  | Steelrise                                      | Le Marquis de La Fayette               | Voix uniquement                   |
| 2022  | Dying Light 2 Restez humain                    | Vincenzo                               | Voix uniquement                   |
| 2023  | Lame égarée                                    | Église masculine du soldat observateur | Voix uniquement                   |
| 2023  | Amnésie : Le Bunker                            | Sdt. Boisrond                          | Voix uniquement                   |
| 2023  | Cyberpunk 2077 : Phantom Liberty               |                                        | Voix uniquement                   |
| 2023  | Dragon Quest Monsters : Le Prince des Ténèbres | Fuego / Le Gardien de Cristal          | Voix uniquement                   |
| 2024  | Ondes Hurlantes                                | Calcharo                               | Version anglaise, voix uniquement |

## Scène
- 2012 : Viva Forever de Jennifer Saunders au Piccadilly Theatre de Londres[28],[29]
- 2014 : Next Fall de Geoffrey Nauffts au Southwark Playhouse de Londres
- 2019 : 8 hôtels de Nicholas Wright au Chichester Festival Theatre Chichester[30]

## Travail de la voix
- 2012 : Swimming with Piranhas, documentaire radio pour BBC Radio 4
- 2015 : Credit Card Baby, feuilleton radiophonique écrit par Annie Caulfield pour BBC Radio 4, réalisé par Mary Ward-Lowery
- 2019 : Alien III, livre audio par Audible
- 2020 : Trafalgar, livre audio pour Penguin et Audible
- 2020 : Camino De Santiago histoire de sommeil pour Calme et Calme France
- 2022 : The Limits to Growth, feuilleton radiophonique écrit par Sarah Woods pour BBC Radio 4, réalisé par Emma Harding
- 2023 : Chronicle Of A Death Foretold, livre audio pour Penguin et Audible
- 2023 : Tomás Nevinson, livre audio pour Penguin et Audible

## Discographie
| Année | Titre               | Remarques      |
| ----- | ------------------- | -------------- |
| 2021  | Eau                 | Premier single |
| 2021  | Toutes les couleurs | Single         |
| 2021  | Argento             | Single         |
| 2021  | Extended Play n°1   | Premier EP     |

## Distinctions
| Année | Prix                                                | Catégorie                                                                      | Œuvre nommée | Résultat   |
| ----- | --------------------------------------------------- | ------------------------------------------------------------------------------ | ------------ | ---------- |
| 2015  | Festival international du film d'Anchorage          | Meilleur long métrage narratif (avec Andrea Deck)                              | Créanciers   | Nomination |
| 2015  | Festival international du film nordique             | Mention honorable - Meilleur long métrage narratif nordique (avec Andrea Deck) |              | Lauréat    |
| 2015  | Festival international du film nordique             | Prix du Festival - Meilleur long métrage de fiction nordique                   |              | Nomination |
| 2016  | Compétition mondiale de films Accolade              | Mention spéciale au mérite pour le long métrage (avec Andrea Deck)             |              | Lauréat    |
| 2016  | Compétition mondiale de films Accolade              | Mention spéciale au mérite pour le scénario/scénariste                         |              | Lauréat    |
| 2016  | WorldFest-Festival international du film de Houston | Médaille d'argent - Experimental Dogma (avec Andrea Deck)                      |              | Lauréat    |